# Rafael Jaén
Rafael Jaén García, también conocido como el Maestro Jaén fue compositor y letrista del género musical de la Canción española. (La Línea de la Concepción, Cádiz, 13 de diciembre de 1915 - Madrid, 19 de julio de 1984). Con matrícula sobresaliente cursó estudios de Música, Solfeo y Piano destacando por sus grandes virtudes para este arte tan difícil. Posteriormente se marcharía a Madrid para seguir perfeccionando sus estudios.
En 1936 en pleno auge de la guerra civil española, organiza en la zona donde le tocó vivir una Banda de Música compuesta de 90 músicos con las dificultades artísticas que en esos años se vivían. En 1957 organiza un espectáculo totalmente amateur, con la participación de Lolita Torrejón y Merci Peña entre muchos otros, siendo aclamados por cuantos escenarios visitaba. En 1960, gana el primer premio en el Festival de la Canción Andaluza en Jerez de la Frontera con la canción «Nardo con bata de cola» y en este mismo certamen presenta su canción «Tira tu silencio al río» cantada por el famoso cantaor Roque Montoya «Jarrito». El jurado estaba formado por José María Pemán, José Carlos de Luna y el director del Conservatorio de Sevilla. Además de recibir el primer premio, fue considerada por dicho jurado «Como un gran poema musical». Más tarde prepara el pasodoble, dedicado al matador de toros Carlos Corbacho y que se convertiría en el himno de su ciudad natal «Española y Gaditana». Cabe destacar los premios concedidos en Madrid, Almería, Sanlúcar de Barrameda y Aranda de Duero.
Compuso para Manolo Escobar la canción «Mi carro», para Marifé de Triana «¿Quién dijo pena?» y otros muchos temas para Lolita Sevilla, Imperio Argentina, Juanita Reina y Rosa Morena entre otros, así como el célebre pasodoble No te vayas de Navarra. Contrajo matrimonio con Obdulia Vázquez Lara y sus cuatro hijos son Obdulia, Cecilia, Ana María y Rafael. 
En su memoria, el Certamen Nacional de la Canción Española que se celebra anualmente en su ciudad natal recibe el nombre de Memorial Maestro Jaen.